# 田楷
田楷（?—199年），東漢時期人物，為公孫瓚部下。那時，公孫瓚軍團與袁紹對峙，公孫瓚以嚴綱擔任冀州刺史，田楷擔任青州刺史，單經當兗州刺史。後來，青州刺史田楷和劉備一起抵抗冀州牧袁紹及其青州刺史臧洪，立下不少功勞，劉備也被封為平原令，後來升平原相。后来刘备被逐出平原国，与田楷一起向东屯齐国。曹操討伐徐州，徐州牧陶謙派遣特使向田楷告急，田楷和劉備一起去救他，但到後來，徐州以北還是被曹操佔領，日後袁紹長子袁譚被曹操表為青州刺史，自身所統領的青州也遭到袁譚攻略並被驅逐，最終在易京與袁紹交戰而死。

### 出典
- 陳壽，《三國志》
- 裴松之，《三國志注》